# Gordon O’Connor
Gordon O’Connor (ur. 18 maja 1939 w Toronto) – kanadyjski polityk i wojskowy, minister obrony Kanady.
Studiował matematykę i fizykę na Concordia University w Montrealu oraz filozofię na York University w Toronto. W służbie wojskowej doszedł do stopnia generała brygadiera. Po przejściu w stan spoczynku pracował w dużej firmie public relations Hill & Knowlton Canada.
W 2004 został wybrany do parlamentu z ramienia Konserwatywnej Partii Kanady. Mandat zdobył także w przedterminowych wyborach w styczniu 2006, a w lutym t.r. został ministrem obrony w gabinecie Stephena Harpera. Nosi tytuł członka Tajnej Rady Królowej ds. Kanady.